# Драган Рајачић
Драган Рајачић (Београд, ? — Београд, 16. јануар 2016) је био српски одбојкашки репрезентативац и архитекта. 
Одбојком је почео да се бави у ОК Занатлија, који је касније постао ОК Југославија. Са ОК Југославијом је освојио четири узастопне титуле шампиона државе и три титуле победника Купа.
Играо је и за репрезентацију Југославије на Светском првенству 1962. у Совјетском Савезу и на Европском првенству 1963. у Румунији.
Завршио је Архитектонски факултет, а током своје одбојкашке и професионалне каријере живео је још у Стразбуру и Загребу.